# Central Islip
Central Islip és una concentració de població designada pel cens dels Estats Units a l'estat de Nova York. Segons el cens del 2000 tenia 31.950 habitants.

## Demografia
Segons el cens del 2000, Central Islip tenia 31.950 habitants, 8.792 habitatges, i 6.813 famílies. La densitat de població era de 1.699,2 habitants/km².
Dels 8.792 habitatges en un 40,8% hi vivien nens de menys de 18 anys, en un 53,5% hi vivien parelles casades, en un 17,7% dones solteres, i en un 22,5% no eren unitats familiars. En el 16,8% dels habitatges hi vivien persones soles el 6,5% de les quals corresponia a persones de 65 anys o més que vivien soles. El nombre mitjà de persones vivint en cada habitatge era de 3,56 i el nombre mitjà de persones que vivien en cada família era de 3,87.
Per edats la població es repartia de la següent manera: un 29,2% tenia menys de 18 anys, un 11% entre 18 i 24, un 32,5% entre 25 i 44, un 19,8% de 45 a 60 i un 7,4% 65 anys o més.
L'edat mediana era de 32 anys. Per cada 100 dones de 18 o més anys hi havia 93,3 homes.
La renda mediana per habitatge era de 55.504 $ i la renda mediana per família de 57.252 $. Els homes tenien una renda mediana de 35.187 $ mentre que les dones 27.842 $. La renda per capita de la població era de 17.910 $. Entorn del 8,3% de les famílies i l'11,4% de la població estaven per davall del llindar de pobresa.